# سامانه عشایری تیجنان
سامانه عشایری تیجنان یا زیرکی دن روستایی در دهستان نسکند بخش نسکند شهرستان سرباز استان سیستان و بلوچستان ایران است.

## جمعیت
بر پایه سرشماری عمومی نفوس و مسکن در سال ۱۳۹۵ جمعیت این روستا ۲۳۶ نفر (۶۴خانوار) بوده‌است.